# Craniophora carbolucana
Craniophora carbolucana là một loài bướm đêm trong họ Noctuidae.